# 傅凱
傅凱（1439年—？），字時舉，號敬齋，福建南安人，明朝政治人物、進士出身。

## 生平
天順三年，福建己卯乡试中舉。成化十四年，登戊戌科會試中進士，升至戶部郎中。

## 家族
出身银青傅氏。祖父傅善同。父亲傅振。母周氏。娶林氏。傅凱和其子傅浚、其孙傅檝祖孙三人均中进士，在泉州府首次三世进士，傅氏府第也因此得名三进士府第。